# Bernardino Genga
Bernardino Genga (Mondolfo, 1620 – Roma, 1690) è stato un medico e anatomista italiano, autore della prima opera dedicata interamente all'anatomia chirurgica.

## Biografia

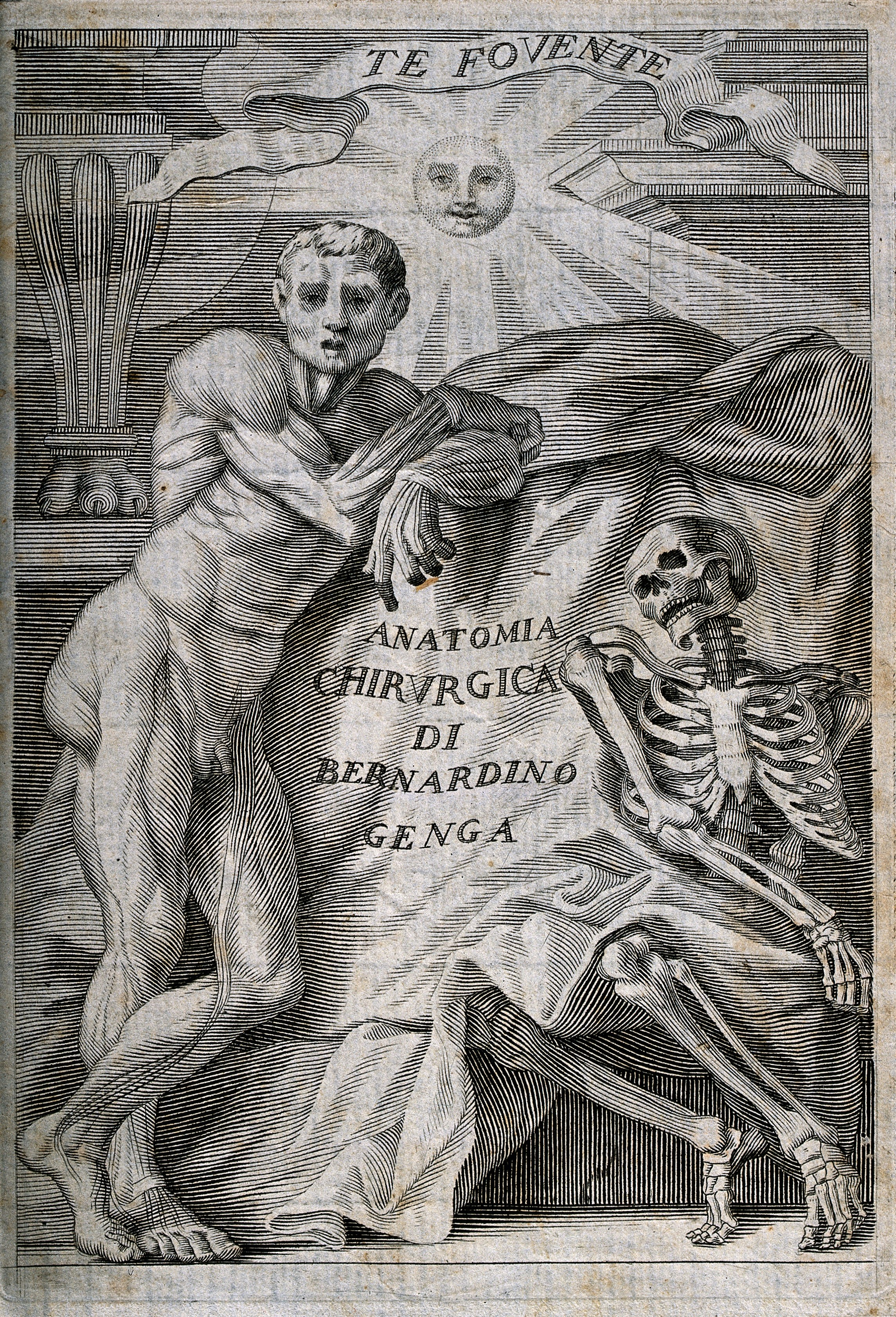

Bernardo o Bernardino Genga o Bernardino Bernardini della Genga è stato un medico,
Il capostipite della famiglia Bernardini della Genga e studioso di storia della medicina; autore della prima opera consacrata interamente all'anatomia chirurgica, ha rivisitato molti dei testi di Ippocrate e fu fra i primi a esprimersi in favore dell'insegnamento della circolazione del sangue. Sviluppò grande interesse per la preparazione degli esemplari anatomici in concomitanza con lo studio dell'anatomia nella scultura greca e romana antica. Questa passione lo porta a lavorare presso l'Accademia di Francia a Roma, dove insegnò anatomia agli artisti.
Nacque a Mondolfo nel Ducato di Urbino presumibilmente nel 1620 e morì a Roma, dove lavorò come chirurgo all'Arcispedale di Santo Spirito in Sassia a fianco dell'omonima chiesa; in alcune fonti la sua data di nascita viene spostata al 1655 mentre la data di morte viene collocata il 7 aprile 1734, ma luogo di nascita e di morte rimangono invariati.
Nel 1672 pubblicò Anatomia chirurgica, un manuale per chirurghi che fu diffuso in numerose edizioni.
Nel 1691, un anno dopo la sua morte è stato pubblicato Anatomia per Uso et Intelligenza del Disegno, composta dalle rappresentazioni delle sue preparazioni anatomiche dipinte dall'artista Charles Errard, direttore dell'Accademia e incise perlopiù da Francois Andriot (morto nel 1704). Giovanni Maria Lancisi, medico del Conclave, curò l'opera e scrisse la maggior parte dei testi. Anatomia per Uso et Intelligenza del Disegno consiste di 59 incisioni su rame con testo e illustrazioni solo su di un lato; dopo l'incisione del titolo c'è una tavola con simboli allegorici della morte; delle tavole illustrate, le prime 23 riguardano l'osteologia e la miologia disegnate a partire dalle preparazioni anatomiche di Genga mentre le restanti tavole consistono in rappresentazioni di statue antiche osservate da diverse angolazioni, incluso Ercole Farnese, il Laocoonte (senza i figli), il Gladiatore Borghese, Il Fauno Borghese, la Venere medicea, lo Spinario, e la statua femminile detta Giunone Cesi. Una variante di quest'opera circola senza le ultimi tre immagini e contiene le parole "libro primo" sull'incisione del titolo, sebbene non sia mai stato pubblicato un libro "secondo". Il libro era destinato agli allievi dell'Accademia di Francia a Roma
Una traduzione inglese dell'opera apparve a Londra nel 1723 con il titolo Anatomy Improv'd.

## Opere
- Anatomia chirurgica cioe Istoria anatomica dell'ossa, e muscoli del corpo humano, con la descrittione de vasi piu riguardeuoli che scorrono per le parti esterne, & un breue trattato del moto, che chiamano circolatione del sangue di Bernardino Genga da Mondolfo, Roma, per Nicolò Angelo Tinassi, 1672.
- Anatomia per uso et intelligenza del disegno ricercata non solo su gl'ossi, e muscoli del corpo humano, ma dimostrata ancora su le statue antiche più insigni di Roma: delineata in più tavole con tutte le figure in varie faccie, e vedute, Roma, per Domenico de Rossi, 1691.
- In Hippocratis Aphorismos ad chirurgiam spectantes, commentaria. Eminentissimo, ac reuerendissimo principi Francisco Mariae cardinali Medices dicata a Bernardino Genga, Roma, Stamperia Camerale, 1694.